# Резня в мокотовской тюрьме

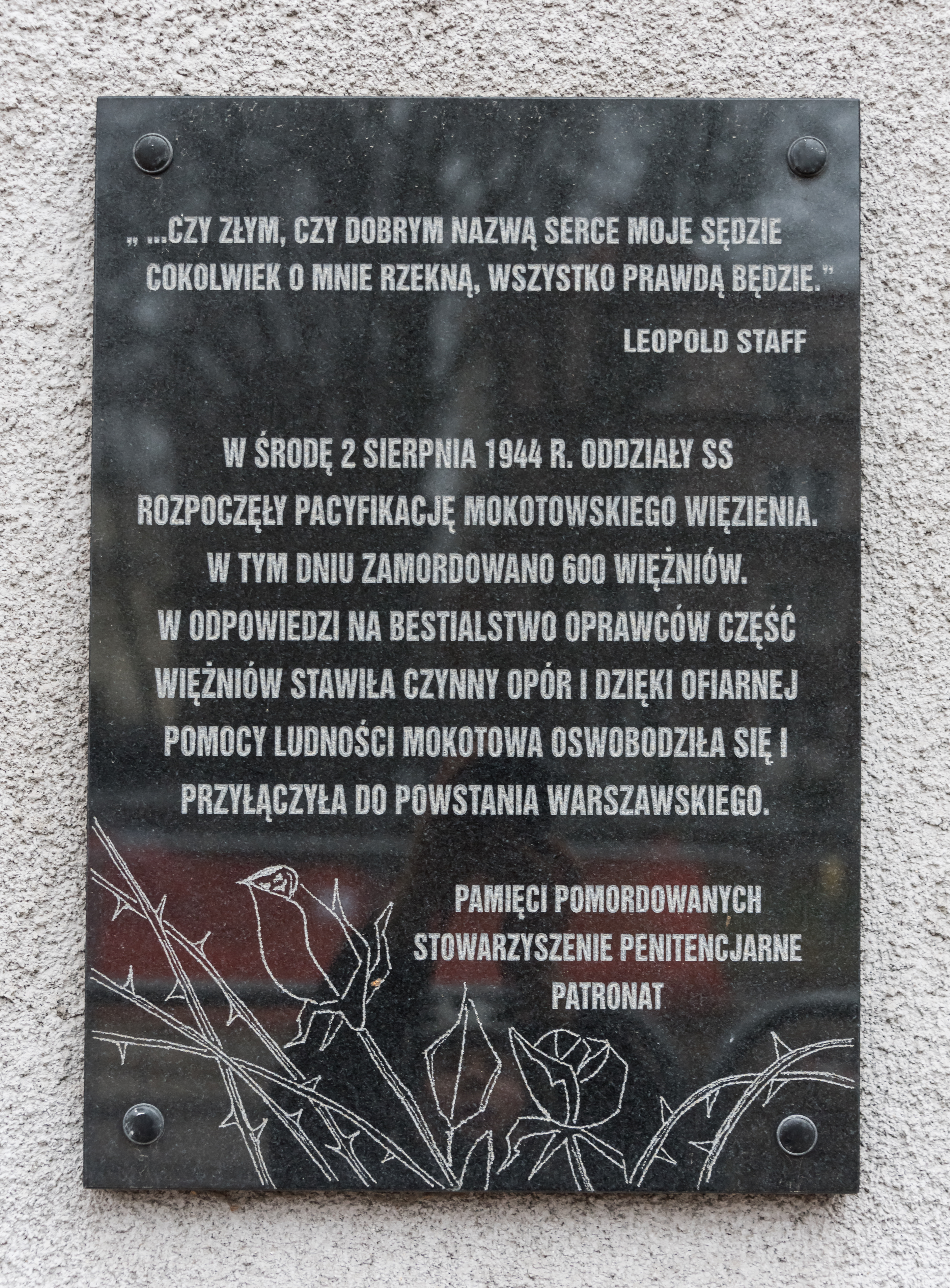
Мемориальная доска в память жертв резни.

Резня в Мокотовской тюрьме (пол. Więzienie mokotowskie) — массовое убийство заключённых Мокотовской тюрьмы в Варшаве немецкими военными на второй день Варшавского восстания.
2 августа 1944 года солдаты 3-го запасного батальона гренадеров СС расстреляли на территории тюрьмы Мокотув около 600 поляков. Это было одно из самых громких преступлений, совершённых немцами в Мокотуве во время подавления Варшавского восстания. В ходе расстрела часть заключённых активно сопротивлялась солдатам СС, благодаря чему сотням людей удалось скрыться на территории, захваченной повстанцами.

## Перед началом восстания
Вскоре после вторжения немцев в Варшаву, некогда польское исправительное учреждение в районе Варшавы Мокотув, было переоборудовано под потребности оккупантов. С тех пор Мокотувская тюрьма подчинялась специальным немецким судам (Sondergericht), а после отбытия наказания его заключённые по-прежнему оставались во власти Гестапо. Рядом с заключёнными, подчиняющимися специальным судам, в Мокотувской тюрьме держали также офицеров Войска Польского, которые не прошли обязательную регистрацию у немецких властей, экономических преступников и немцев, осуждённых за уголовные преступления. Тюрьма быстро заполнилась, а количество задержанных значительно превысило её стандартную вместительность. Многие польские сотрудники тюрьмы тайно сотрудничали с конспиративной Службой Победы Польши — позже Армией Крайовой. Благодаря их помощи многим лицам, участвующим в подпольной деятельности, удалось покинуть территорию тюрьмы.
Согласно записям, сделанным заместителем начальника тюрьмы, судебным инспектором Кирхнером, во время восстания в тюрьме пребывало ещё 794 заключенных — в том числе 41 несовершеннолетний.

## Время «В»
Улица Раковецкая, на которой располагалась тюрьма, была одним из важнейших центров немецкого сопротивления на Мокотуве. 1 августа 1944 года повстанцы с IV Района АК (Отдел V «Мокотув») атаковали немецкие позиции по всей длине Раковецкой, обращая особое внимание на казармы СС, казармы летчиков у входа на улицу Пулавскую, здание Главной Экономической Школы Варшавы, а также батареи зенитной артиллерии, установленные на Поле Мокотувском. Задача взятия Мокотувской тюрьмы и соседних домов была поставлена Первой штурмовой компании. Этот отряд состоял примерно из 80 солдат (включая санитарок), а его вооружение включало — 3 пулемета, 20 винтовок, 15 пистолетов, 130 гранат и 30 бутылок с зажигательной смесью — «коктейлями Молотова».
Солдатам АК удалось проникнуть в тюрьму и занять административное здание, но добраться до зданий пенитенциарных учреждений оказалось невозможным. Немецкая команда остановила атаку, обезоружила и задержала польских пожарных. В соответствии с рапортом заместителя начальника тюрьмы — судебного инспектора Кирхнера — атака стоила немцам 9 убитых и 17 раненых.
Несмотря на обстрел из танковых пушек, восставшие жители обороняли административное здание до рассвета 2 августа, однако в течение дня были вынуждены отступить. Немцы убили раненых и взятых в плен солдат АК.

## Расстрел
2 августа судебный инспектор Кирхнер был назначен исполняющим обязанности начальника Мокотувской тюрьмы. В 11:00 его вызвали в близлежащую казарму СС. Там оберштурмфюрер СС Мартин Патц, командир 3-го запасного батальона гренадерской СС, заявил ему, что командующий варшавским гарнизоном генерал Райнер Штаэль приказал ликвидировать пленных. Это решение также подтвердил командир СС и Полиции по варшавскому округу оберфюрер СС Поль Отто Гейбель, который дополнительно приказал расстрелять польских надзирателей.
После обеда солдаты СС вошли на территорию тюрьмы, зафиксировали состояние всех камер, а затем следователи вывели из двух подразделений на первом этаже около 60-ти мужчин, которым приказали выкопать три траншеи. Первая из траншей была вырыта вдоль стен павильона — по стороне прачечной, вторая на прогулочной площади со стороны Аллеи Независимости, а третья — на прогулочной площади со стороны улицы Казимирской. После окончания работы все узники, которые копали траншеи, были расстреляны.

Затем немецкие солдаты приступили к ликвидации остальных заключенных. Их вытаскивали из камер, вели к выкопанным ямам и убивали выстрелом в затылок. Братские могилы быстро заполнились, так что солдаты СС были вынуждены расстрелять часть заключенных за пределами тюрьмы (на другой стороне улицы Раковецкой). В ходе длившегося несколько часов расстрела было убито более 600 заключенных из Мокотувской тюрьмы.
Я слышал, что к моей камере приближаются солдаты СС, и тогда я спрятался под кроватью (…) эсэсовец поднял кровать, он начал пинать меня ногами и вывел (…) Меня вывели по одному вниз около котельной на прогулочной площади, со стороны площади Независимости. Эсэсовец приказал перевернуться лицом вниз, он выстрелил и пнул ногой. Пуля прошла у меня за ухом, [я слышал свист] и я упал лицом на трупы. Я слышал выстрелы и добивание раненых, когда кто-то двинулся. В какой-то момент, не выдержав веса трупов, я решил встать и закончить жизнь. Я был уверен, что эсэсовцы сразу после того, как я встану, застрелят меня. Я посмотрел вверх и увидел, что никого надо мной нет. С трудом смог выбраться из-под трупов.
—показания Антония Юзефа Porzygowskiego.

## Бунт заключенных
Бойню, которая происходила на тюремном дворе, было прекрасно видно из окон камер, поэтому заключённые поляки поняли, что они обречены на смерть и им уже нечего терять. Заключённые из расположенных на втором этаже камер решились на отчаянный шаг и напали на своих мучителей. В одном из отделений заключенные выбили дверь камеры или сделали дыры в стенах, а затем, выйдя в коридор, подожгли матрасы и солому, всполошив таким образом немцев. В другом отделении заключённым удалось убить нескольких эсэсовцев и забрать их оружие. Затем был забаррикадирован весь второй этаж и были освобождены заключённые, находящиеся в соседнем отделении (с несовершеннолетними). Немцы отступили.
Ночью, под покровом темноты и сильного дождя, оставшиеся в живых заключённые начали переходить на чердак, а затем на крутую крышу здания. Оттуда спустились на стены, окружающие тюрьму, где им на помощь пришло гражданское население, принося лестницы. Таким образом, от 200 до 300 заключённых смогли ускользнуть и попасть на территорию, занятую повстанцами. Немцы не пытались им помешать, потому что ошибочно рассчитывали, что заключённые будут бежать через главные ворота.
Неизвестны судьбы интернированных польских охранников. Некоторые свидетели говорили, что охранники не были убиты вместе с заключёнными, и многие из них смогли пережить войну. Другие свидетели давали прямо противоположные сведения.

## Эпилог
В период с 16-го по 21-е апреля 1945 года на территории Мокотувской тюрьмы проводились эксгумации. Тогда нашли около 700 трупов периода Варшавского восстания, из которых часть похоронена на территории тюрьмы (это были, как правило, тела пленных поляков, которых убивали и на территории тюрьмы в казарме Штауферказерне). Найденные тела, кроме тех, о которых позаботились семьи, похоронили в восьми братских могилах при площади Независимости. В декабре 1945 года все тела снова были эксгумированы и перенесены на Военное Кладбище на Повонзках, где были похоронены в повстанческом штабе.
В 1978 году в Кёльне начался процесс над оберштурмфюрером СС Мартином Патцем по прозвищу «мясник Мокотова». Судили его за преступления, совершенные солдатами СС во время подавления Варшавского восстания, в том числе за убийство заключенных тюрьмы Мокотува. В феврале 1980 года Патц был признан виновным и осуждён на 9 лет тюрьмы. На том же процессе Карл Мислинг получил приговор 4 года заключения.